# Ra’Shad James
Ra’Shad James (ur. 26 stycznia 1990 w White Plains) – amerykański koszykarz, występujący na pozycji rozgrywającego lub rzucającego obrońcy, obecnie zawodnik Birmingham Squadron.
W 2014 roku rozegrał 6 spotkań w barwach drużyny Sacramento Kings, podczas letniej ligi NBA w Las Vegas, rok później 5 dla Portland Trail Blazers.
W sezonie 2015/2016 zawodnik AZS Koszalin (14 spotkań: 16,1 pkt, 5 zb i 1,6 as). 11 lutego 2016 roku klub z Koszalina rozwiązał z nim umowę za porozumieniem stron.
30 lipca 2019 dołączył do francuskiego Boulazac Basket Dordogne.
25 października 2021 został zawodnikiem Birmingham Squadron.

## Osiągnięcia
Stan na 31 lipca 2019, na podstawie, o ile nie zaznaczono inaczej.
College
- Zawodnik Roku Dywizji II NAIA (2013)[6]
- Zaliczony do II składu konferencji East Coast (2010)[7]

Drużynowe
- Mistrz Chorwacji (2017)
- Zdobywca pucharu Chorwacji (2017)

Indywidualne
- Uczestnik meczu gwiazd D-League (2014)[8]
- 2-krotny uczestnik konkursu wsadów D-League (2014, 2015)